# Alien Souls
Alien Souls er en amerikansk stumfilm fra 1916 af Frank Reicher.

## Medvirkende
- Sessue Hayakawa som Sakata
- Tsuru Aoki som Yuri Chan
- Earle Foxe som Aleck Lindsay
- Grace Benham som Mrs. Conway
- J. Parks Jones som Jack Holloway